# Inundacions de la Xina de 1931
Les inundacions de la Xina de 1931 van ser una sèrie d'inundacions que es van produir del juny a l'agost de 1931 a la Xina.
Després d'un ampli període de sequera es van desbordar el Riu Groc, el Iang-Tsé i el Huai. Com que estava en curs la Guerra civil xinesa, el govern no disposava de fons per fer front a la catàstrofe, fet que va agreujar les conseqüències posteriors a la inundació, com infeccions, infanticidi dels orfes o fam de poblacions aïllades. El Riu Groc, a més a més, va patir afectacions en el seu curs que van provocar riuades en anys posteriors de gran magnitud.
L'estimació de l'abast de la mortalitat varia molt. Una enquesta de camp de la Universitat de Nanking dirigida per John Lossing Buck immediatament després de la inundació va concloure que "150.000 persones s'havien ofegat i que aquesta xifra representava menys d'una quarta part de totes les víctimes mortals durant els primers 100 dies de la inundació".National Flood Relief Commission 1933, p. 150 L'informe oficial va dir que hi havia hagut 140.000 persones ofegades i afirmava que 2 milions de persones van morir durant la inundació, per haver-se ofegat o per falta d'aliment.Courtney 2018, p. 249 L'any següent hi va haver una epidèmia de còlera, a partir del maig del 1932, amb 31.974 morts i 100.666 casos de còlera.Courtney 2018, p. 87 Una estimació popular indica que van morir entre 3,7 i 4 milions de persones en total sumant les dues catàstrofes, el que va situar la inundació del 1931 entre els pitjors desastres del món amb una voluntat sensacionalista.

## Factors humans
L'augment de la població de la regió a finals de la dinastia Qing, una de les més fèrtils del planeta, va resultar en la reclamació de terres inundables, convertides en terreny agrícola, amb la conseqüent intensa desforestació i provocant al seu terme erosió del terreny i abocaments de terra al riu, que modificaren el delta del Iang-Tsé, el règim de pluges i la qualitat de l'aigua,
A principis del segle xx, l'activitat humana havia remodelat les planes de Hubei, Hunan, Jiangsu i les províncies properes. Els dics, canals i pòlders regulaven el flux d'aigua, protegint les ciutats i regant les terres agrícoles. Els dics construïts per evitar les inundacions feien que el llim elevés el fons de llacs i rius, cosa que al seu torn aixecava el nivell del terreny, havent de fer dics més alts, que acumulen més llim i fan fer dics encara més alts, i amb el temps, el llac o el llit del riu poden tornar-se més alts que les planes circumdants. La regió de Gaoyou estava plena de sínies destinades a dur agua para la agricultura, i per al transporte. El Gran Canal passava a la vora de la ciutat connectant una sèrie de llacs que s'havien convertit en part del sistema de canals, suspesos per sobre de la plana circumdant, al igual que el llac Hongze a poca distància. Les noves infraestructures hidràuliques van ser eficaces però els sediments s'havien de netejar regularment però, amb bona part dels recursos de la zona dedicats a la guerra civil xinesa, que s'estava combatent en aquell moment, la Gran Depressió, i la invasió japonesa de la Xina, el riu va ser descuidat.
A Wuhan es creia que la demolició del temple del Rei Drac en 1930 que va dur a terme el govern republicà en la seva campanya contra la religió i mites populars va provocar la ira del Rei Drac, qui es va venjar amb la inundació.

## Factors climatològics
Del 1928 al 1930, la Xina va patir una llarga sequera, i l'hivern de 1930 va ser particularment dur, creant grans dipòsits de neu i gel a les zones muntanyenques. A principis de 1931, la neu i el gel fos van fluir riu avall i van arribar al curs mitjà del Iang-Tsé durant un període de fortes pluges primaverals. Normalment, la regió experimentava tres períodes d'aigua alta durant la primavera, l'estiu i la tardor, respectivament, però a principis de 1931, hi va haver un únic diluvi continu. Al juny, aquells que vivien a zones baixes ja havien estat obligats a abandonar les seves cases, i l'estiu també es va caracteritzar per una activitat ciclònica extrema. Només al juliol de 1931, nou ciclons van arribar a la regió, significativament per sobre de la mitjana de dos per any.
Hi va haver tres pluges intenses al juny i juliol: del 17 al 23 de juny, a la part alta del riu Huaihe, precipitacions de més de 200 mm; del 3 al 12 de juliol, a la zona del llac Huainan i Gaoyou, precipitacions de més de 400 mm; del 18 al 25 de juliol, encara al llac Huainan i Gaoyou, les precipitacions superen els 300 mm. Quatre estacions meteorològiques al llarg del riu Iang-Tsé van informar de pluges de més de 600 mm durant el mes. L'aigua que fluïa pel Iang-Tsé va assolir el seu nivell més alt des que es va iniciar el registre des de mitjans del segle xix.
El 2 d'agost es va començar a obrir el dic del llac Gaoyou, però la marca d'aigua alta registrada el 19 d'agost a Hankou a Wuhan mostrava nivells d'aigua 16 m per sobre de la mitjana, una mitjana d'1,7 m per sobre a Xangai A mesura els tifons avançaven, els forts vents i pluges, i l'acció de les onades van agitar l'enorme volum d'aigua que s'havia estat acumulant durant mesos, afeblint els dics, i finalment el 25 d'agost es va trencar el dic del llac Gaoyou, produint un tsunami que va inundar una superfície de 180.000Km2, el triple de la Inundació del Mississipi de 1927.

## Danys i mortalitat
La inundació va destruir grans quantitats d'habitatges i terres de cultiu. Les aigües anaven augmentant en la primera quinzena d'agost i va caure encara més pluja, de manera que els arrossars que dominaven el paisatge es van inundar, destruint la collita. A tota la vall del Iang-Tsé, al voltant del 15% dels conreus de blat i arròs van ser destruïts, sent la proporció molt més alta a les zones afectades per les inundacions. Les principals ciutats com Wuhan i Nanjing depenien d'aquest arròs i, sense ell, les persones de les ciutats morien de fam, i els llocs remots dels pobles pobres no tenen equipament sanitari.
En aquell moment, el govern va estimar que 25 milions de persones havien estat afectades per la inundació. Des d'aleshores, els historiadors han suggerit que el nombre real podria haver estat de fins a 53 milions.

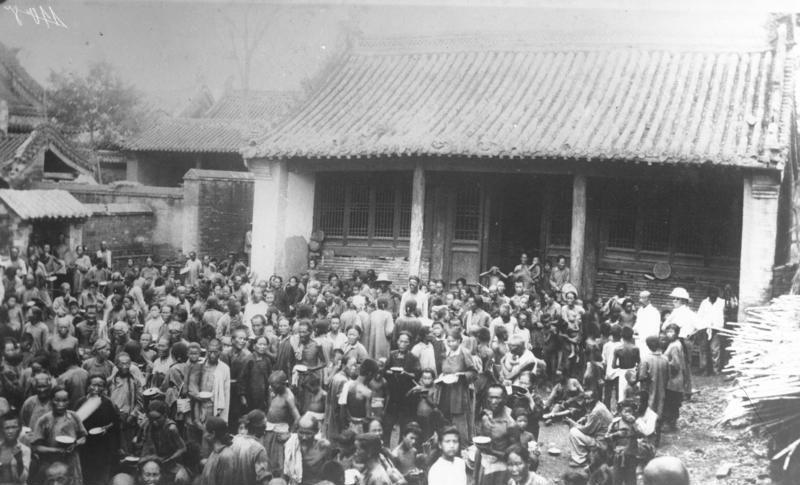
Victimes de les inundacions l'agost de 1931

Les estimacions de mortalitat varien molt. Una enquesta de camp realitzada per la Universitat de Nanking dirigida per John Lossing Buck immediatament després de la inundació va trobar que "150.000 persones s'havien ofegat i que aquest nombre representava menys d'una quarta part de totes les víctimes mortals durant els primers 100 dies de la inundació". L'informe oficial va trobar 140.000 ofegats i afirma que "2 milions de persones van morir durant la inundació, després d'haver-se ofegat o mort per falta d'aliment", amb els cadàvers que quedaven abandonats als camps. L'any següent, a partir de maig de 1932, es va informar oficialment d'una epidèmia de còlera, la més mortal del segle XX amb 30.000 morts i 100.000 casos.
El desastre també va causar un xoc econòmic amb el preu de les matèries primeres vitals augmentant ràpidament. Els impactes ecològics i econòmics combinats del desastre van provocar que moltes zones patissin fam. Sense menjar, la gent havia d'alimentar-se d'escorça d'arbres, males herbes, algues i terra. Alguns van vendre els seus fills per sobreviure, mentre que altres van recórrer al canibalisme. L'efecte més letal de la inundació van ser les malalties a causa del riu contaminat que van escombrar la població de refugiats a causa del desplaçament, la massificació i la degradació del sanejament. Entre aquestes malalties hi havia el còlera, el xarampió, la malària, la disenteria i l'esquistosomosi.

## Recuperació
La Invasió japonesa de Manxúria a la tardor de 1931 va fer molt més difícil l'esforç de socors, provocant el col·lapse del mercat de bons xinès. La inundació va ser una de les primeres proves importants per al govern nacionalista, en un moment en què intentava reforçar-se després de vèncer als senyors de la guerra amb l'Expedició del Nord i reunificant el país, i havent reubicat la capital a Nanjing, que havia quedat inundada. Tan aviat com la inundació va remetre, al desembre, un equip dirigit per l'enginyer Wang Shuxiang i el missioner presbiterià Lyt Harnsberger, i finançat en part per un ermità budista, va supervisar la reconstrucció dels dics a Jiangsu.
A mesura que es va fer evident la magnitud del desastre, el govern va establir la Comissió Nacional per a la Inundació sota els auspicis de Soong Tse-vung, un destacat polític del Kuomintang i cunyat de Chiang Kai-shek per abordar els problemes de les inundacions. La comissió va donar feina a diversos experts xinesos i estrangers, com ara el famós epidemiòleg Wu Lien-teh, el ministre de Salut Liu Ruiheng, el treballador de salut pública John Grant i l'enginyer hidràulic Oliver Todd. També va aconseguir l'assistència de la Societat de Nacions i un gran préstec de blat i farina procedent dels Estats Units. Fins i tot els famosos aviadors Charles Lindbergh i la seva dona Anne Lindbergh van participar, ja que se'ls va encarregar dur a terme un estudi aeri de la zona d'inundació.
El govern del Guomindang va considerar la seva campanya de salvament un gran èxit que va ajudar a legitimar la seva pròpia autoritat, tot i usar ajuda occidental. Les tècniques i les teories de l'alimentació i l'alleujament de la mà d'obra descrites eren tradicionals xineses. El govern nacionalista va traslladar molts refugiats que intentaven tornar a casa seva a campaments, però en ells les malalties eren rampants, augmentant l'antipatia cap a la República, augmentant les simpaties amb el Partit Comunista de la Xina.
A causa de la manca de finançament i del caos de la segona Guerra sino-japonesa i la posterior guerra civil xinesa, les diverses comissions només van poder construir petites preses al llarg del Iang-Tsé. El 1953, després del final de la guerra civil Mao Zedong va viatjar a les àrees afectades per promoure el projecte de control d'inundacions de la presa de les Tres Gorges. Els científics i funcionaris que van plantejar dubtes, com Chen Mingshu, van ser perseguits com a dretes. El projecte no va anar més enllà de l'etapa de planificació en temps de Mao, a causa de la manca de recursos, de l’augment de les tensions sino-soviètiques i de les interrupcions del Gran Salt Endavant. El projecte es va reiniciar als anys vuitanta i va entrar en funcionament el 4 de juliol de 2012, va permetre augmentar la capacitat de navegació del riu Iang-Tsé i reduir el risc d'inundacions i de sequera en el curs més avall.